# Bête de Cinglais
 (décembre 2011).
La bête de Cinglais, aussi appelée « bête d'Évreux » ou « bête de Caen », est un animal anthropophage à l'origine d'une série d'attaques sur des humains. La première attaque fut mentionnée en 1632.

## Histoire
La forêt de Cinglais est située à une quinzaine de kilomètres au sud de Caen. Les attaques sont connues grâce à des articles de journaux. Ainsi, la gazette du 19 mars 1632 rapporte : 

« De Caen en Normandie. Le 10 dudit mois de mars de l’an 1632. Il s’est découvert depuis un mois dans la forêt de Singlaiz entre ci et Falaise une bête sauvage qui a déjà dévoré quinze personnes. Ceux qui ont évité sa dent rapportent que la forme de cet animal farouche est pareille à celle d’un grand dogue d’une telle vitesse qu’il est impossible de l’atteindre à la course, et d’une agilité si extraordinaire qu’ils lui ont vu sauter notre rivière à quelques endroits. Aucuns l’appellent Therende. Les riverains et gardes de la forêt lui ont bien tiré de loin plusieurs coups d’arquebuse, mais sans l’avoir blessé. Car ils n’osent en approcher, même se découvrir jusqu’à ce qu’ils soient attroupés comme ils vont faire au son du tocsin ; à quoi les curés des paroisses circumvoisines ont invité tous les paroissiens à ce jourd’hui, auquel on fait étant qu’il s’assemble trois mille personnes pour lui faire la huée. »

Une gigantesque battue fut organisée en juin 1633, entre 5 000 et 6 000 hommes y auraient participé. Une bête identifiée par plusieurs témoignages fut tuée et les attaques cessèrent.

La Gazette du 17 juin rapporte la mort de la créature en ces termes : 

« Cette bête furieuse dont je vous écrivais l’année passée ayant depuis deux mois dévoré plus de trente personnes dans cette forêt passait pour un sortilège dans la croyance d’un chacun. Mais le Comte de la Suze ayant par ordre de notre lieutenant général assemblé le 21 de ce mois 5 000 à 6 000 personnes, l’a si bien poursuivi qu’au bout de trois jours elle fut tuée d’un coup d’arquebuse. Il se trouve que c’est une sorte de loup plus long, plus roux, la queue plus pointue et la croupe plus large que l’ordinaire. »

La bête de Caen aurait fait une trentaine de victimes en un peu plus d’un an.

## Description
Cette bête fut identifiée comme un loup, mais le mystère demeure. Il est décrit comme une espèce de loup roux au corps plus allongé et avec la queue plus pointue qu’un loup commun. Il semblait rapide et très agile.